# Cesco Giulio Baghino
Francesco Giulio Baghino, detto Cesco (Taranto, 4 giugno 1911 – Roma, 11 aprile 2003), è stato un giornalista e politico italiano, esponente del neofascismo e uno dei fondatori del Movimento Sociale Italiano (MSI).

## Biografia

### Primi anni
Nato a Taranto, giovanissimo, con i genitori Mario e Maria Baldi si trasferì a Genova dove all'Università diventò direttore del periodico "Libro e Moschetto".
Con l'inizio del secondo conflitto mondiale, inquadrato nei Battaglioni universitari con il grado di sottotenente, combatté nel 48º Reggimento fanteria "Ferrara" nella Campagna italiana di Grecia dove sul finire del 1940 ottenne una prima Medaglia di Bronzo al Valor Militare. Trasferito in Libia italiana con il grado di tenente di complemento prese parte alla Campagna del Nordafrica con il 28º Reggimento "Pavia". Rientrato a Roma dal fronte fu distaccato alla segreteria particolare di Carlo Scorza, segretario Nazionale del PNF, dove ricoprì l'incarico di ispettore nazionale dei Gruppi Universitari Fascisti, fino alla caduta del fascismo.
Dopo l'armistizio dell'8 settembre 1943 aderì alla Repubblica Sociale Italiana come volontario della Xª Flottiglia MAS.
Fu poi destinato alla direzione del quotidiano Il Veneto di Padova. Nell'immediato dopoguerra Baghino fu condannato a morte dalla corte d'assise speciale di Padova anche se fu poi amnistiato.

### La politica
Partecipò ai primi momenti organizzativi del neofascismo aderendo ai Fasci di Azione Rivoluzionaria (FAR) e diventando il braccio destro di Pino Romualdi. Tra il 1946 e il 1947, contribuì a fondare il Movimento Sociale Italiano, apportandovi la componente del Movimento Italiano di Unità Sociale (MIUS), il piccolo partito del quale faceva parte anche Giorgio Almirante., ma nonostante l'adesione al MSI Baghino continuò a mantenere la continuità dell'organizzazione clandestina fino al definitivo scioglimento.
Nei primi anni cinquanta fu segretario del Raggruppamento giovanile studenti e lavoratori del MSI, e per un breve periodo dal 1952 al 1953 fu il secondo direttore del Secolo d'Italia, l'organo ufficiale del partito succedendo a Bruno Spampanato.
Per anni ricoprì anche la carica di presidente nazionale dell'Unione nazionale combattenti della Repubblica sociale italiana (UNCRSI), battendosi affinché ai combattenti della Repubblica Sociale Italiana fossero parificati a tutti gli altri combattenti dell'esercito italiano

Giulio Cesco Baghino al consiglio comunale di Loano

Fu eletto alla Camera dei deputati, nella circoscrizione Liguria, per cinque legislature, dal 1972 al 1992 rimanendo sempre l'unico deputato eletto dal MSI in Liguria.
In questo periodo fu anche consigliere comunale di opposizione nel comune di Loano.
Nel 1980 fu anche eletto in regione Liguria ma si dimise subito per cedere il posto al giovane Giorgio Bornacin.
Fu l'ultimo presidente nazionale del Movimento Sociale Italiano - Destra Nazionale. A seguito della Svolta di Fiuggi non seguì Gianfranco Fini in Alleanza Nazionale
Baghino morì nell'aprile 2003 a Roma, dove si era trasferito, in casa del figlio Mario, dopo che alcuni problemi di salute non gli avevano più consentito di essere autonomo, era l'ultimo ancora in vita tra i fondatori del Movimento Sociale Italiano.
Dopo la morte la famiglia donò il suo archivio alla Fondazione Ugo Spirito costituendo il "Fondo Francesco Giulio Baghino".

## Opere
- Fascist Camps, E&C, 1960[9]
- Un popolo nella sabbia, Roma, Centro editoriale Nazionale, 1961[10]